# Typ 2592 Radpanzer Osaka
Der  Typ 2592 Radpanzer Osaka war ein von 1932 bis 1945 im Dienste der Kaiserlich Japanischen Armee stehendes Militärfahrzeug.

## Beschreibung
Zwar befand sich kurz nach  dem Ende des Ersten Weltkriegs ein Radpanzer des Herstellers Austin im Besitz der Armee. Dieses Exemplar wurde aber erst in den frühen 1920ern getestet und verworfen. Es dauerte bis zum Jahre 1928, in dem dann zeitgleich mit der Gründung der japanischen Autoindustrie ein japanischer Radpanzer namens Sumida hergestellt wurde. Der Osaka Model 2592 aus dem Jahre 1932 hatte einen Vorderradantrieb und eine Panzerung von sechs bis elf Millimetern. Die Anzahl der gebauten Fahrzeuge ist unbekannt.